# جبالا شرقی
جبالا شرقی (به عربی: جبالا الشرقیة) یک روستا در سوریه است که در ناحیه حیش واقع شده‌است. جبالا شرقی ۳۳۲ نفر جمعیت دارد.